# Marthe McKenna
Pour les articles homonymes, voir McKenna.
Marthe McKenna, née Cnockaert le 28 octobre 1892 à Westrozebeke, Province de Flandre-Occidentale, en Belgique, et morte dans la même ville le 8 janvier 1966, est une espionne de la Première Guerre mondiale et un auteur belge ayant publié en anglais des mémoires sur ses activités d'agent secret et une douzaine de romans d'espionnage.

## Biographie
Elle amorce des études en médecine à l'Université de Gand auxquelles met fin le déclenchement de la Première Guerre mondiale. En août 1914, les troupes allemandes rasent son village de Westrozebeke, mettent le feu à sa maison et séparent les membres de sa famille. La formation d'infirmière de Marthe Cnockaert lui permet de trouver un poste dans un hôpital militaire allemand implanté dans le village. Elle gagne rapidement la confiance des autorités militaires d'occupation en raison de ses compétences médicales et de ses capacités polyglottes : elle parle couramment l'anglais, l'allemand, le français et le flamand.
Transférée à l'hôpital de campagne de Roulers en 1915, elle y rejoint les membres de sa famille qui s'y sont réfugiés après la destruction de leur maison. Elle est alors approchée par une voisine et amie de la famille, Lucelle Deldonck, qui lui révèle son rôle d'espionne des services secrets britanniques, et souhaite la recruter pour implanter un réseau anglo-belge dans la ville. Sous le nom de code de « Laura », Marthe Cnockaert se sert de sa fonction d'infirmière auprès des militaires allemands et de son travail de serveuse dans le café de ses parents pour glaner des informations qu'elle transmet ensuite quand elle se rend le dimanche à la messe dans une des églises de la ville. Elle travaille beaucoup en collaboration avec deux autres espionnes : une maraîchère répondant au nom de code « Canteen Ma » et un agent postal surnommé « Number 63 ». Toutes deux participent à la transmission des informations recueillies vers le quartier général britannique. « Laura » permet ainsi la destruction d'une ligne téléphonique qu'un prêtre employait afin d'espionner ses concitoyens pour le compte des Allemands. Elle obtient aussi des précisions sur une visite de l'empereur allemand Guillaume II d'Allemagne qui fut finalement annulée. Sollicité par son locataire allemand pour espionner les Britanniques pour le compte des Allemands, elle lui transmet d'abord des renseignements de peu d'importance, mais quand ce rôle d'agent double s'avère trop périlleux, elle prend des mesures pour qu'il soit assassiné.
Ayant découvert la présence d'un tunnel d'égout désaffecté sous le dépôt des munitions de l'armée germanique, elle met en place elle-même les explosifs pour en opérer la destruction. Mais pendant l'exécution de cette tâche, elle perd sa montre gravée à son nom, ce qui révèle son forfait aux autorités allemandes qui l'emprisonnent. Jugée en novembre 1916, elle est condamnée à mort pour espionnage, mais la sentence est commuée en détention à perpétuité en raison de la Croix de fer qu'elle a reçue pour avoir soigné et guéri un grand nombre de soldats allemands à l'hôpital militaire. Elle est astreinte à servir dans cette fonction d'infirmière dans la prison de Gand jusqu'à la proclamation de l'Armistice de 1918.
Après la guerre, des décorations britanniques, françaises et belges rendent hommage à son activité d'espionnage pendant le conflit. Elle reçoit, le 8 novembre 1918, la Citation militaire britannique pour récompenser sa bravoure au combat contre l'ennemi. Elle devient membre de l'Ordre national de la Légion d'honneur de France et reçoit des décorations belges.
Elle épouse John « Jock » McKenna, un jeune officier britannique qui la convainc de publier ses mémoires. Paraîtront ainsi Souvenirs d'une espionne (1932), avec un avant-propos de Winston Churchill, et Les espions que j'ai connus (1934). Le couple McKenna se lance alors dans l'écriture d'une douzaine de romans d'espionnage, le mari faisant office de nègre littéraire pour la rédaction en langue anglaise.
Pendant la Deuxième Guerre mondiale, le couple McKenna s'installe en Angleterre à Manchester. Et, en dépit de leur retraite, Marthe McKenna est inscrite dans le Black Book qui lui aurait valu d'être arrêtée dans le cas d'une invasion des nazis en Grande-Bretagne. À la fin du conflit, le couple retourne vivre dans la maison familiale de Marthe Cnockaert à Westrozebeke. Les Mckenna divorcent en 1951, et aucun livre ne paraît sous la signature de Marthe McKenna après cette date.
Marthe Cnockaert a été incarnée au cinéma par Madeleine Carroll dans le film britannique J'étais une espionne (1933) de Victor Saville.

## Œuvre

### Mémoires
- I Was a Spy! (1932) Publié en français sous le titre Souvenirs d'une espionne, Paris, Payot, 1933
- Spies I Knew (1934) Publié en français sous le titre Les espions que j'ai connus, Paris, Éditions Excelsior, 1934

### Romans
- A Spy Was Born (1935) Publié en français sous le titre Comment on devient espion, Paris, Payot, 1935
- My Master Spy: a narrative of secret service (1936) Publié en français sous le titre L'Agent « Three Three », Paris, Baudinière, coll. La Guerre secrète, 1938
- Drums Never Beat (1936) Publié en français sous le titre Un rôle dangereux, Paris, Baudinière, coll. La Guerre secrète, 1937
- Lancer Spy: a story of war-time secret service and espionage (1937) Publié en français sous le titre Le Lancier espion, Paris, Baudinière, coll. La Guerre secrète, 1938
- Set a Spy (1937)
- Double Spy: a story of modern secret service (1938) Publié en français sous le titre Espion double, Paris, Librairie des Champs-Élysées, Le Masque no 290, 1940
- Hunt a Spy (1939)
- Spying Blind (1939)
- Spy in Khaki (1941)
- Arms and Spy (1942)
- Nightfighter Spy (1943)
- Watch Across the Channel (1944)
- Three Pies for Glory (1950)
- What's Past is Prologue (1951)

### Nouvelles
- A Journey to Brussells (1936)
- The Clown (1959)

### Autre publication
- Write Your Own Best-Seller (1946)

## Adaptations
- 1933 : J'étais une espionne, film britannique de Victor Saville, d'après le livre de mémoires homonyme, avec Madeleine Carroll dans le rôle de Marthe Cnockhaert
- 1937 : Amour d'espionne, film américain de Gregory Ratoff, avec Dolores del Rio, George Sanders et Peter Lorre

## Référence
- Jacques Baudou et Jean-Jacques Schleret, Le Vrai Visage du Masque, vol. 1, Paris, Futuropolis, 1984, 476 p. (OCLC 311506692), p. 294.